# John Green (Politiker, 1807)

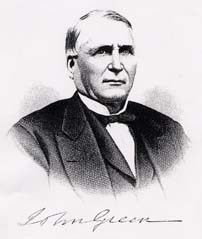
John Green

John Green (* 20. Mai 1807 im Yancey County, North Carolina; † 31. August 1887 in Tipton, Indiana) war ein US-amerikanischer Politiker und Richter.

## Leben
John Green wurde 1807 als Sohn von James und Catherine Green geboren. Seine Großväter hatten beide im Amerikanischen Unabhängigkeitskrieg gedient. Sein Großvater väterlicherseits gehörte zu den ersten ehemaligen Soldaten, die eine Pension erhielten. Als Green drei Jahre alt war, zogen seine Eltern mit ihm im Jahr 1810 in das damalige Indiana-Territorium und ließen sich im Jefferson County nieder. Sein Vater wurde im Britisch-Amerikanischen Krieg als Ranger eingesetzt. Green besuchte ab 1828 das im Jahr 1827 neu durch die presbyterianische Kirche gegründete Hanover College. Er entschied sich nicht zu einer Karriere im religiösen Bereich, sondern ging zurück auf seine Farm und begann im Jahr 1839 eine juristische Ausbildung in der Kanzlei von Wilberforce Lyle aus Madison.
In dieser Zeit verunglückte er bei einem Sturz aus einem Buggy und brach sich ein Bein. Dies führte zu einer lebenslangen Behinderung. Verzögert durch den Unfall schloss er sein Studium 1844 ab und wurde als Anwalt zugelassen. Seine erste Kanzlei hatte er in Madison. Kurze Zeit später wurde er zum Obersten Gericht sowie den Gerichten der Vereinigten Staaten zugelassen.
Green engagierte sich für die Schulen und arbeitete sieben Jahre lang als Treuhänder. Er wurde für fünf Jahre zum Friedensrichter gewählt und war aktiv am Bau der Eisenbahnen beteiligt, die sich in Tipton kreuzten. Für den Bezirk der Countys Tipton, Boone und Hamilton wurde er 1856 für vier Jahre in den Senat von Indiana gewählt. Dort war er Vorsitzender des Ausschusses für das Sumpf-Land. Zu der Zeit stellte das Sumpf-Land in Indiana ein wichtiges Problem dar. Nach seinem Ausscheiden aus dem Senat wurde er zum Richter des Common Pleas Court für einen Bezirk mit fünf Bezirken gewählt, in dem er erneut vier Jahre lang tätig war. Zu einer zweiten Amtszeit im Senat wurde er 1868 gewählt. In dieser Zeit organisierte er einen Ausschuss für die Organisation der Gerichte. Für mehrere Jahre war John Green Vorsitzender des County Central Committee.
Bis zu ihrer Auflösung gehörte Green der Partei der Whigs an und danach schloss er sich der Republikanischen Partei an.

## Familie
Er heiratete am 14. April 1829 Mary Marshall, eine Witwe, die mit ihrem verstorbenen Mann Robert Marshall zwei Töchter hatte und in die Familie brachte. Mary Green starb 1865. John und Mary Green hatten vier gemeinsame Kinder. Am 29. Oktober 1866 heiratete Green Catherine A. Humerrikhouse. Sie starb am 28. Oktober 1875 und nach ihrem Tod heiratete er am 7. September 1876 Caroline Passwater. John Green adoptierte John Green Brady, der zwischen 1897 und 1906 Gouverneur des District of Alaska war.
John Green starb am 31. August 1887 in Tipton. Er wurde auf dem Old Fairview Cemetery in Tipton bestattet.